# Dux Pannoniae Primae et Norici Ripensis

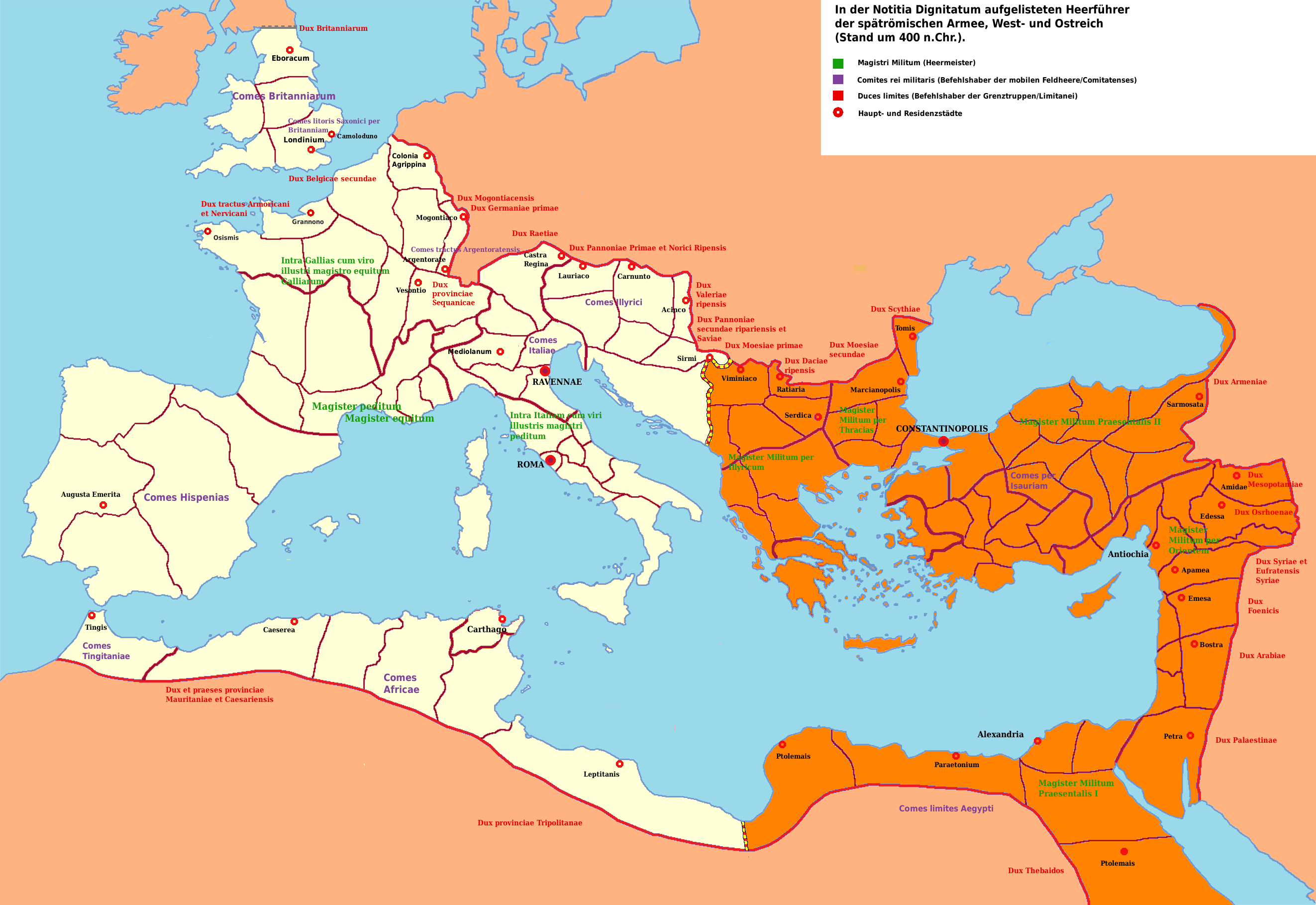
Heerführer der Comitatenses und Limitanei im 5. Jahrhundert n. Chr.

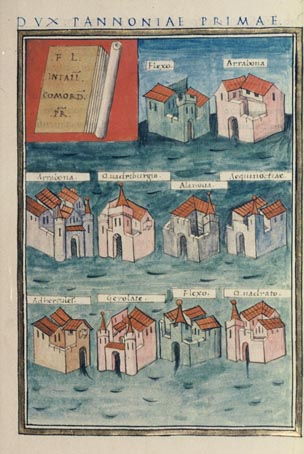
Notitia Dignitatum: Die pannonischen Kastelle Arrabona, Quadriburgio, Alanova, Aequinoctiae, Ad Hercules, Gerolate, Flexo und Quadrato an der mittleren Donau unter dem Kommando des Dux Pannoniae Primae et Norici Ripensis

Der Dux Pannoniae Primae et Norici Ripensis (Heerführer der Pannonia I und Ufernoricums) war ab dem 3. Jahrhundert Kommandeur (Dux limitis) der Limitanei- und Flotteneinheiten, die am Grenzabschnitt der oberen Donau stationiert waren.
Wie sein westlicher Amtskollege, der Dux Raetiae, befehligte er die Aufgebote mehrerer Provinzen. Der Zuständigkeitsbereich des Dux erstreckte sich auf den Limes der Provinzen Noricum ripense und Pannonia prima, die österreichisch-slowakisch-ungarische Donauregion zwischen den Flüssen Aenus (Inn) und Arrabo (Raab).
In der Rangordnung des Reichsadels nahm der Dux – seit Valentinian I. – die Stellung eines vir spectabilis ein.
Folgende Duces sind namentlich bekannt:
- Aurelius Senecio (311–312),
- Aurelius Iustinianus (Anfang des 4. Jahrhunderts),
- Ursicinus (wohl unter Valentinian I.).

## Verwaltungsstab
Das Officium (Verwaltungsstab) des Dux umfasste folgende Ämter:
- Principem de eodem officio (Kanzleileiter)
- Numerarium (Zahlmeister)
- Adiutorem (Assistent)
- Commentariensem (Buchführer und Rechtskundiger)
- Subadiuuam (Hilfskraft)
- Regrendarium (Verwalter oder Archivar)
- Exceptores (Schreiber)
- Singulares et reliquos officiales (Ordonnanzen)

In Klosterneuburg wurden zahlreiche spätantike Ziegelstempel der sog. OFARN-Gruppe [OF]ficinia [A]uxiliares [R]ipenses [N]orica = „Verwaltung der Norischen Grenztruppen“ gefunden. Diese lassen sich in die Zeit der Herrschaft der Kaiser Constantius II. (337–361) und Valentinian I. (364–375) datieren. Da sich die Stempelabkürzungen AR, ARN bzw. ARAN einstweilen jedoch nicht eindeutig erklären lassen, bleiben die bisherigen Übersetzungsvorschläge spekulativ.

## Truppen

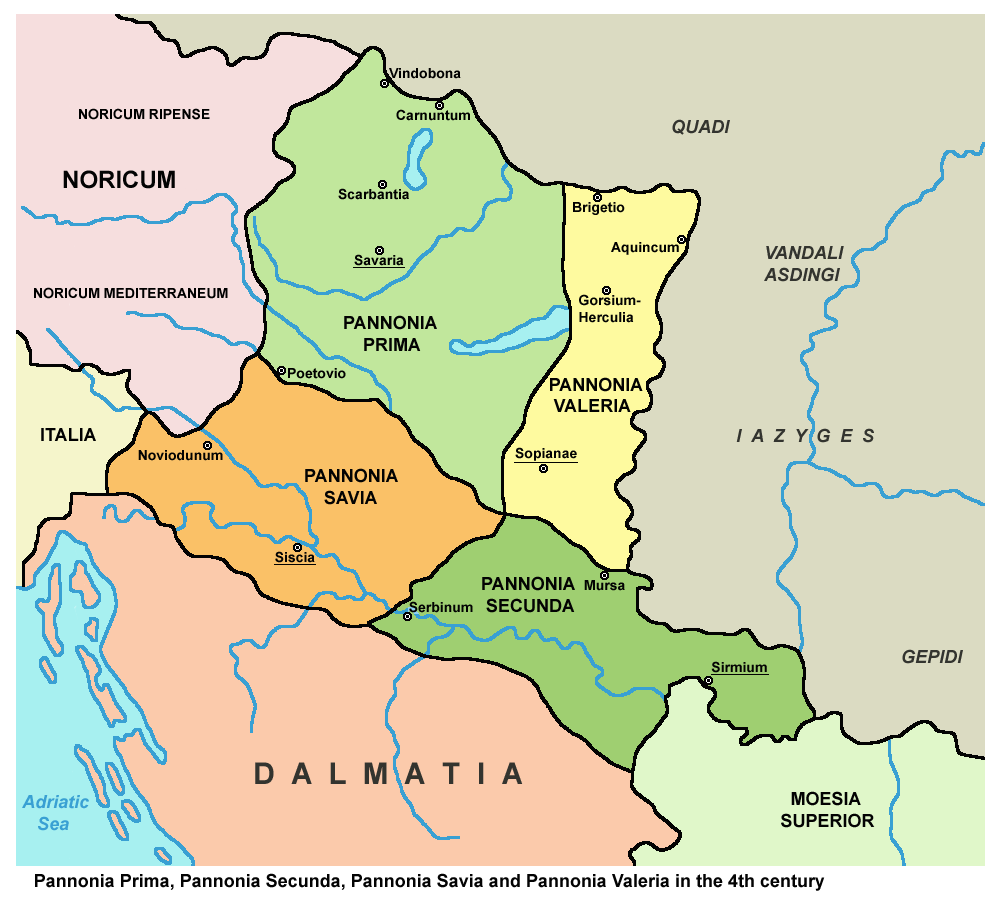
Die illyrischen Provinzen im 4. Jahrhundert
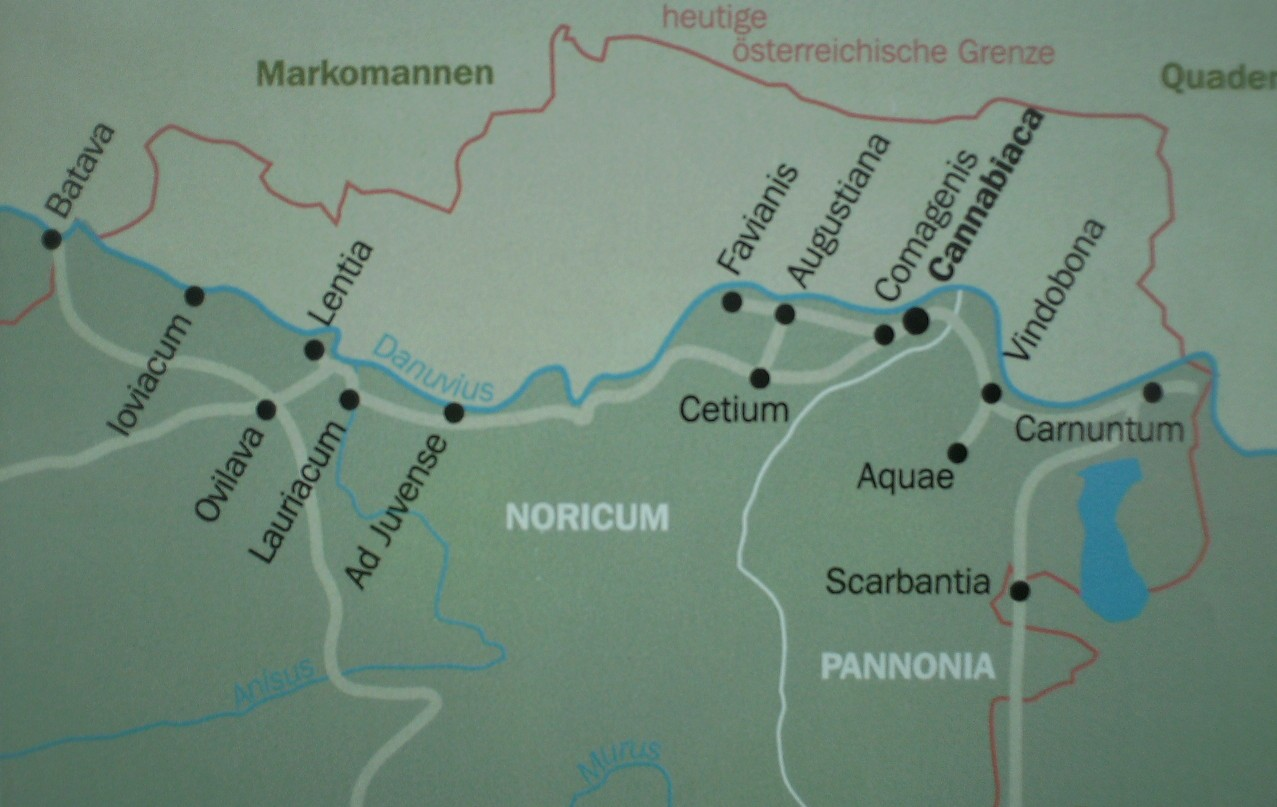
Städte, Legionslager und Kastelle am österreichischen Abschnitt des norischen und oberpannonischen Limes
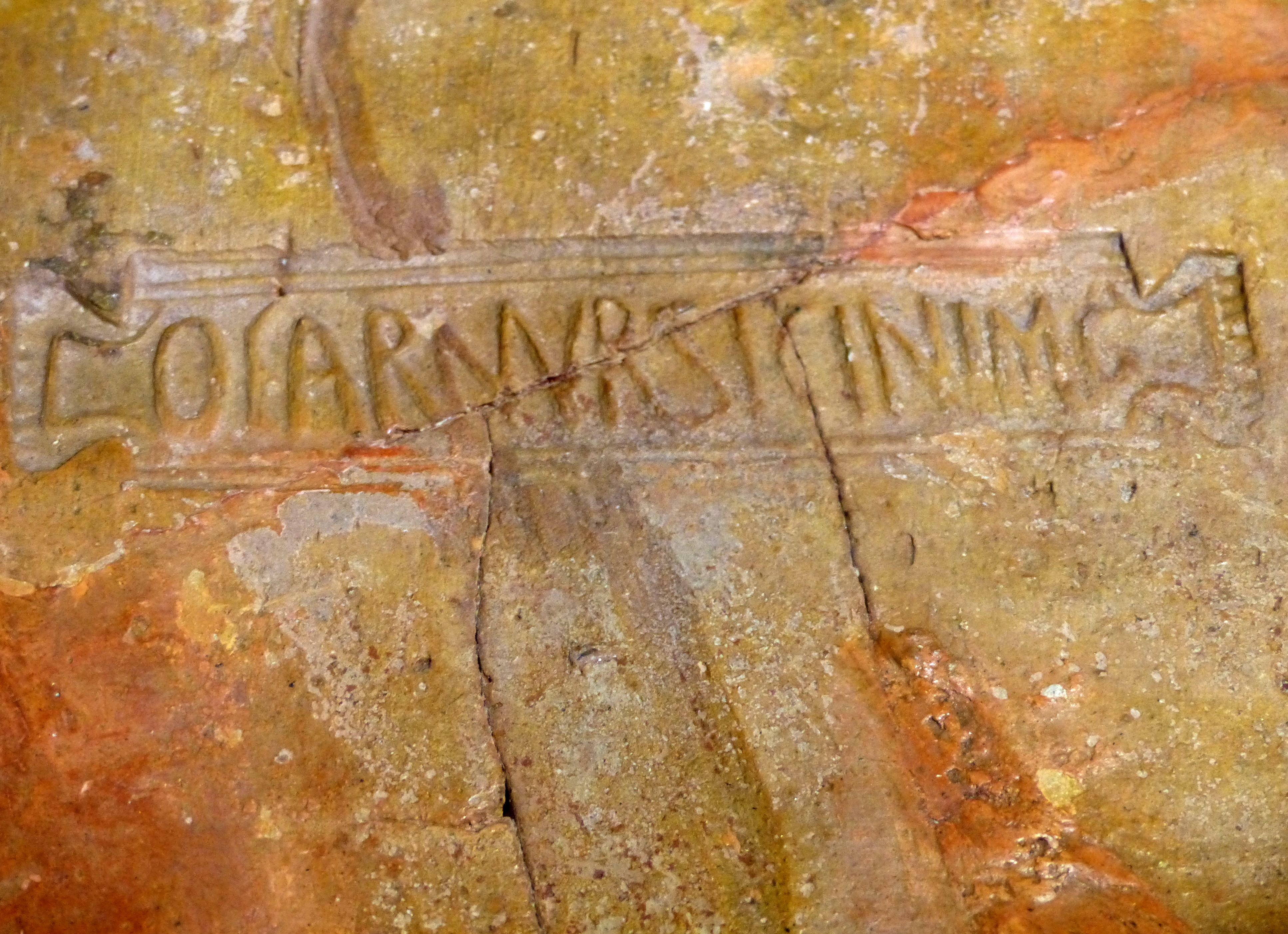
OFARN-Ziegelstempel des Dux Ursicinus (Oberleiser Berg)

Als Folge der diokletianischen Reformen lag der Oberbefehl über das norische Grenzheer bis zum späten 4. Jahrhundert n. Chr. in den Händen eines Dux Norici ripense, danach vereinte man das Oberkommando über den mittleren Donauabschnitt, indem man sein Überwachungsgebiet einem Dux Pannoniae primae et Norici ripensis unterstellt. Laut der norischen Truppenliste der Notitia dürfte gegenüber dem exercitus Noricus der mittleren Kaiserzeit mit einer Legion (ab dem späten 2. Jahrhundert) sowie einer bis drei Alae (plus zwei Alen um 100 n. Chr.) und meist acht Kohorten in der Provinzarmee die Kavallerie und die Flussflottillen auf Kosten der Infanterie aufgestockt worden sein. Dort werden nun gleich sechs Reiterverbände genannt, neben den zwei Flottenverbänden existierte auch noch die wohl im Mannschaftsstand schon stark reduzierte Legio II Italica, die vermutlich auch Soldaten an die Legio I Noricorum, in drei bzw. zwei Standorten abgegeben hatte. In drei der Limeskastelle standen Marineinfanteristen (Liburnarii), wohl ebenfalls ehemalige Legionäre. Da in drei Garnisonsstandorten (Lentia/Linz, Lauriacum/Lorch und Arelape/Pöchlarn) jeweils zwei Einheiten genannt sind, hatte sich allerdings die Zahl der Standorte insgesamt mit 13 gegenüber der Prinzipatszeit gar nicht oder nur um eins erhöht. Noricum mediterraneum kommt in der Truppenliste der Notitia dignitatum überhaupt nicht vor und scheint in der Spätantike wie auch in der zweiten Hälfte des 1. Jahrhunderts n. Chr. völlig demilitarisiert gewesen sein.
Um die Mitte des 4. Jahrhunderts n. Chr. verteilten sich drei Teileinheiten der legio II Italica im Westen, und zwar in Joviaco‑Schlögen, Lentia‑Linz und Lauriaco‑Enns sowie zwei der legio I Noricorum im Osten, und zwar in Adiuvense und Favianae‑Mautern an der Donau. Die Trennlinie dieser beiden Dukate ist östlich von Enns und westlich von Ybbs, also im Bereich von Mauer, zu suchen. Nach wie vor waren – wie in die nun unter einem gemeinsamen Kommando zusammengefassten Truppen der Pannonia prima – alle in der Notitia genannten Einheiten, zumindest soweit ihre Lager bekannt sind, linear an der Donau aufgereiht; ganz im Gegensatz zur Provinz Raetia, wo einige der dortigen Einheiten die Nachschubwege und die Provinzhauptstadt Augusta Vindelicorum/Augsburg schützen sollten. Die Truppenliste (distributio) in der Notitia Dignitatum zählt die Garnisonen des Dux nach ihrer Wertigkeit und ihrer geographischen Lage (von West nach Ost in Fließrichtung des Stromes) an der Donau auf. Angeführt werden aber offensichtlich nur die pannonischen Militärstützpunkte, die wohl auch Sitz eines befehlshabenden Offiziers waren, d. h. ohne alle damals besetzten Lager (Ufernoricum) oder Wachtürme (burgi), wie z. B. Oberranna. Die Listen für die Grenztruppen an der Donau weisen unterschiedliche und oft widersprüchliche Eintragungen auf. Es ist auch fraglich, ob die der norisch-pannonischen Limitanei über den Zeitraum zwischen 375–378 hinausreichen.
Die Grenze in beiden Provinzen war organisatorisch in zwei Abschnitte geteilt:
- oberer Abschnitt (partis superioris) und
- unterer Abschnitt (partis inferioris).

Sie wurden bemerkenswerterweise immer von einer fünften Kohorte gesichert. Laut Karlheinz Dietz handelte es sich dabei wohl um eine Fehlinterpredation des Kürzels CHTV (c[o]h[or]t[i]u[m]) seitens der mittelalterlichen Kopisten der Notitia. Bis um 400 verfügte Ufernoricum laut der Notitia Dignitatum über ein relativ kampfstarkes Heer. Zwei Legionen bildeten dessen Rückgrat,
- die Legio II Italica sowie
- die Legio I Noricorum.

Zusätzlich waren drei Infanteriekohorten, vier Kavallerieeinheiten und zwei Einheiten berittener Bogenschützen verfügbar. Zusammengerechnet dürften dem Dux im Idealfall rund 10.000 Mann in unterschiedlicher Qualität zur Verfügung gestanden haben. In mehreren Kastellen waren nun auch (den Legionen zugeteilte) Patrouillenschiffe stationiert. Ihre Besatzungen hatten wohl die Funktion einer Art Strompolizei. Ab dem frühen 5. Jahrhundert unterstanden die an der mittleren Donau stationierten Truppen einem Comes Illyrici. Später den für das westliche Illyricum gesondert ernannten Heermeistern. Nach Bericht des Zosimos war um 409 der Magister militum Generidus Oberbefehlshaber der Truppen an der Donau. Sein Zuständigkeitsbereich umfasste Dalmatien, die norisch-pannonischen Provinzen und die beiden Rätien.
In der letzten literarischen Quelle für Ufernoricum, der Vita Sancti Severini, gibt es keine konkreten Hinweise mehr auf das Vorhandensein regulärer Besatzungen in den von Severin aufgesuchten norischen Limeskastellen. Ein übergeordneter Dux oder Comes wird in der Severinsvita ebenfalls nicht erwähnt. Nur in Favianis existierte laut der Vita Sancti Severini bei Ankunft Severins offenbar noch eine reguläre Garnisonstruppe. Sie stand unter dem Befehl eines Tribunen namens Mamertinus. In der Vita ist ansonsten noch von vigiles (= Wächter, die Lauriacum bewachen) und den exploratores (= Späher, die den Feind beobachten) die Rede. Sie könnten Veteranen der beiden norischen Legionen oder von Auxiliareinheiten bzw. deren Nachkommen gewesen sein. Rajko Bratoz nimmt an, dass es sich im 5. Jahrhundert bei den in der Severins Vita erwähnten Wachtrupps in Comagena, Favianis und Batavis bis um 476 nicht um Wehrbauern oder Bürgermilizen, sondern noch um reguläre Einheiten der weströmischen Armee gehandelt hat. In Batavis und Lauriacum wurden sogar neue Einheiten aufgestellt, die vielleicht aus versprengten Limitanei und neu angeworbenen Romanen bestanden. Germanische Foederati wurden dafür anscheinend nicht mehr herangezogen.

## Distributio Numerorum
Laut der ND Occ. standen dem Dux 17 Einheiten (einige in mehreren Standorten genannt) zur Verfügung:

### Kavallerie

#### Provinciae Noricum ripense
| Offiziere/Einheit/Kastelle      | Bemerkung | Abbildung |
| ------------------------------- | --- | --------- |
|                                 | Limitanei - Equites |           |
| Equites promoti, Ad Mauros      | Der Name bedeutet „Ausgewählte Reiter“ im Kastell Eferding, A, sie wurden wohl im 3. Jahrhundert aus einer Legion herausgezogen. |           |
| Equites sagittarii, Lacufelicis | Eine Einheit berittener Bogenschützen im Kastell Mauer bei Amstetten, A. |           |
| Equites sagittarii, Lentiae     | Eine Einheit berittener Bogenschützen im Kastell Linz, A. |           |
| Equites Dalmatae, Arlape        | Eine Einheit, ursprünglich in Dalmatien ausgehobene, Reiter im Kastell Pöchlarn, A. Auf eine der für Noricum angeführten Dalmatae-Abteilungen könnte sich die Inschrift eines gut erhaltenen Votivaltar aus Putting (D) aus der Zeit von 311-313 beziehen. Die darauf abgebildeten Muskelkürasse und sechseckigen Schilde waren damals wahrscheinlich schon stilistische Archaismen, aber es ist durchaus möglich, dass sie zu dieser Zeit noch vereinzelt in Gebrauch waren. Beachte, dass die Altarinschrift sie schon als Comitatenses bezeichnet, obwohl die Dalmatae unter dem Kommando dieses Dux, alle noch zu den Limitanei zählten. |           |
| Equites Dalmatae, Augustianis   | Eine Einheit dalmatinischer Reiter im Kastell Traismauer, A. |           |
| Equites promoti, Comagenis      | Eine Einheit ehemaliger Legionsreiter im Kastell von Tulln, A. |           |

#### Provincia Pannonia primae
| Offiziere/Einheit/Kastelle               | Bemerkung | Abbildung |
| ---------------------------------------- | --- | --------- |
|                                          | Limitanei - Equites - Cuneus |           |
| Equites Dalmatae, Ala Nova               | Eine Einheit dalmatinischer Reiter im Kastell Schwechat, A. Für die Spätantike lässt sich – im Zusammenhang mit den Überlieferungen aus der Notitia dignitatum – eine namensgleiche Reitereinheit für das benachbarte Kastell Aequinoctium/Fischamend eindeutig zuordnen.                                                                              |           |
| Equites Dalmatae, Aequinoctoiae          | Eine Einheit dalmatinischer Reiter im Kastell Fischamend, A. |           |
| Equites sagittarii, Gerolate             | Eine Einheit berittener Bogenschützen im Kastell Rusovce, SLO. |           |
| Equites promoti, Flexo                   | Eine Einheit ehemaliger Legionsreiter im Kastell Mosonmagyaróvár, HU. |           |
| Equites Mauri, Quadrato                  | Eine Einheit maurischer Reiter, die Lage ihres Kastells ist unbekannt. |           |
| Equites promoti, Arrabonae               | Eine Einheit ehemaliger Legionsreiter im Kastell Győr, HU. |           |
| Equites Dalmatae, Ad Herculem            | Eine Einheit dalmatinischer Reiter im Kastell Kishegy/Pilismarót (HU), die dort zusammen mit den auxilia Herculensia, der Hilfstruppeninfanterie stationiert waren. Einen weiteren inschriftlichen Nachweis vor Ort lieferte ein von den equites Dalmatae gestifteter Altar, der heute im Depot des Balassa Bálint Múzeums in Esztergom verwahrt wird. |           |
| Equites sagittarii, Quadriburgio         | Eine Einheit berittener Bogenschützen, wahrscheinlich in einer Kleinfestung, Quadriburgi, stationiert. Deren geographische Lage ist unbekannt. |           |
| Cuneus equitum Dalmatarum, Flexo         | Eine Einheit dalmatinischer Reiter im Kastell Mosonmagyaróvár, HU. |           |
| Cuneus equitum stablesianorum, Arrabonae | Eine Reitereinheit der Provinzgarde im Kastell Győr, HU. Weitere solcher Abteilungen finden sich in der Armee - des Dux Valeriae ripensis, - des Dux Daciae ripensis (Ostreich), - des Dux Moesiae secundae (Ostreich) und - des Dux Scythiae (Ostreich).                                                                                              |           |

### Infanterie und Flotte

#### Provinciae Noricum ripense

##### Legionen
| Offiziere/Einheit/Kastelle                                        | Bemerkung | Abbildung |
| ----------------------------------------------------------------- | --- | --------- |
|                                                                   | Limitanei - Legiones |           |
| Praefectus legionis secundae Italicae, Lauriaco                   | Die Legio II Italica war die norische Stammlegion und seit den Markomannenkriegen des Marc Aurel, 171 n. Chr. am oberösterreichischen Donauabschnitt im Lager von Enns, A, stationiert. Vermutlich dienten zwei ihrer Vexillationen, - die Lanciarii Lauriacenses (Lanzenwerfer aus Lauriacum), als Pseudocomitatenses in der Armee des Comes Illyrici (98/9.133), während - die Secundani Italiciani in der Italienarmee des Magister Peditum und in der Armee des Comes Africae standen. Die Secundani Italiciani waren möglicherweise die Stammeinheit der Divitenses Gallicani unter dem Magister Militum per Thracias (Ostreich). Es ist möglich, dass die Secundani, eine der legiones comitatenses (21.19) unter dem Magister Militum per Illyricum, ein weiterer Abkömmling der norischen Legion war. Eine andere derartige Vexillation könnten auch die Divitenses seniores in der Italienarmee des Magister Peditum gewesen sein. |           |
| Praefectus legionis secundae Italicae, partis inferioris, Lentiae | Eine Vexillation der Legio II Italica im Kastell Linz, A, die den „unteren Abschnitt“ der Donau sicherte. |           |

##### Kohorten
| Offiziere/Einheit/Kastelle    | Bemerkung | Abbildung |
| ----------------------------- | --- | --------- |
|                               | Limitanei - Cohortis |           |
| Tribunus cohortis, Boiodoro   | Laut norischer Truppenliste in der Notitia dignitatum waren in diesem Kleinkastell eine nicht näher bezeichnete Cohors, vermutlich Angehörige der Ripenses, und einem Tribunen als Lagerkommandant stationiert. Anhand der vor Ort gemachten Funde (Münzen) nimmt man in Fachkreisen an, dass es zwischen 378 und 400 von seiner Besatzung geräumt und aufgegeben wurde, vermutlich weil sie keinen Sold mehr erhielt. |           |
| Tribunus cohortis, Asturis    | In der ND nicht näher bezeichnete Kohorte im Kastell Zwentendorf an der Donau, A. |           |
| Tribunus cohortis, Cannabiaca | In der ND nicht näher bezeichnete Kohorte im Kastell Zeiselmauer, A. |           |
| Tribunus cohortis, Caratensis | Der dort stationierte Tribun befehligte eine Kohorte, die möglicherweise mit den Catarienses ident sind, pseudocomitatenses in der Feldarmee des Comes Illyrici. Wo sich ihr Kastell befand ist bislang unbekannt geblieben. |           |

##### Marineeinheiten
| Offiziere/Einheit/Kastelle                                                                                   | Bemerkung | Abbildung |
| --- | --- | --------- |
| | Classis |           |
| Praefectus legionis primae Noricorum militum liburnariorum et cohortis Quintae, partis superioris, Adiuvense | Eine Abteilung Marinesoldaten und die fünfte Kohorte der Legio I Noricorum im Kastell Wallsee oder Ybbs an der Donau, A. Sie sicherten den „oberen Abschnitt“ der Donau. Liburnarier wurden als Aufklärungs‑, Pionier oder Marineinfanterie eingesetzt. Die Lage ihres Kastells konnte bislang nicht eindeutig bestimmt werden. Adiuvense wurde u. a. mit Ybbs an der Donau gleichgesetzt, neuere Forschungen bezeugen hier bislang aber nur einen Burgus, für den auch eine Bauinschrift aus dem Jahr 370 vorliegt. Die Präsenz eines Legionspräfekten und einer Liburnarier‑Einheit in Adiuvense, setzt jedoch mehr als nur die Existenz eines Wachturms voraus. Insbesondere in Hinblick auf die Befunde der Festungsanlage von Mauer wurde auch angedacht, das dortige spätantike Castrum (Locus Felicis) mit Adiuvense gleichzusetzen. Letzterer leitet sich wohl von der antiken Ybbs (Ivisa/Ivesa/Ibese) und lässt annehmen, dass das Militärlager nahe ihres Ufers stand. Am diesen Fluss liegt auch die spätantike Festung von Mauer. Letztere ist in erhöhter Position auf einer Halbinsel 4 km vor dem Zusammenfluss von Url und Ybbs situiert. Die Distanz von Mauer auf dem Flussweg der Ybbs bis zur Einmündung in die Donau beträgt 26 km, ab dem Zusammenfluss mit der Url war die Ybbs zudem sehr gut schiffbar. |           |
| Praefectus classis, Arlapensis et (Co)Maginensis                                                             | Patrouillenbootflottille der Legio I Noricorum im Kastell von Pöchlarn, A. Ob die beiden, vielleicht selbstständig operierenden, Flottillen in Pöchlarn und Tulln später vereinigt oder nur unter ein gemeinsames Kommando gestellt wurden, ist bis dato unbekannt. |           |
| Praefectus classis Lauriacensis (Lauriacum)                                                                  | Eine Patrouillenbootflottille der Legio II Italica im Legionslager von Enns, A. |           |
| Praefectus legionis secundae Italicae militum liburnariorum, Ioviaco                                         | Eine Abteilung Marinesoldaten der Legio II Italica im Kleinkastell Schlögen, A. Vermutlich befand sich hier auch eine Werft. Sie versahen mit ihren Schiffen wohl den Patrouillendienst auf der Donau. |           |
| Praefectus legionis liburnariorum primorum Noricorum, Fafianae                                               | Eine Abteilung Marinesoldaten der Legio primae Noricorum im Kastell Mautern an der Donau, A. Sie wurde mit ziemlicher Sicherheit zur Verstärkung des norischen Grenzheeres unter Kaiser Diokletian, in der Zeit der ersten Tetrarchie, aufgestellt, da sie erst in den letzten Dekaden des 3. Jahrhunderts in den Quellen auftaucht. Zusammen mit - den Lanciarii aus Lauriacum, wurden auch - die Lanciarii Comaginenses, eine im Kastell Comagenis (Tulln) stationierte, mutmaßliche Vexillation der Legio I Noricorum im Krisenfall als Pseudocomitatenses in die Feldarmee des Comes Illyrici eingezogen. Sie scheint jedoch nie Vexillationen für die in der Notitia aufgeführten Feldarmeen abgestellt zu haben, denn keine der diesbezüglichen Einheiten weist eine offensichtliche namentliche Verbindung zu ihr auf. |           |
| Praefectus classis, (Co)Maginensis                                                                           | Eine Patrouillenbootflottille der Legio I Noricorum im Kastell Tulln, A. |           |

#### Provinciae Pannonia primae

##### Legionen und Marineeinheiten
| Offiziere/Einheit/Kastelle | Bemerkung | Abbildung |
| --- | --- | --------- |
| | Limitanei - Legiones |           |
| Praefectus legionis decimae geminae, Vindomarae                                                                                    | Die Soldaten unter den praefecti legionis decimae geminae waren Angehörige der Wiener Stammlegion, der legio X Gemina Pia Fidelis. Ihre Resttruppe stand im frühen 4. Jahrhundert auch noch in Vindomarae (Vindobona/Wien), A, wo diese Legion schon seit dem frühen 2. Jahrhundert nachweisbar ist. Eine ihrer Vexillationen, die decimae geminae, wird in der Notitia Dignitatum unter den Comitatenses des Magister militum per Orientem (Ostreich) angeführt. Eine andere Abteilung der Legion könnte die decimanique fortenses gewesen sein, die bei Ammianus Marcellinus (res gestae 18.9.3) erwähnt wird und bei der Belagerung von Amida im Jahr 359 aufgerieben wurde.                                                   |           |
| | Limitanei - Legiones/Classis |           |
| Praefectus classis Histricae, Vindomarae                                                                                           | Ab der Mittleren Kaiserzeit war Vindobona auch Flottenstützpunkt eines Geschwaders der Donauflotte. In der Notitia Dignitatum ist ein praefectus classis Histricae, [C]Arr[n]unto siue Vindomanae verzeichnet. Die Verlegung der Classis Histricae von Carnuntum nach Vindobona im 4. Jahrhundert brachte wohl auch eine Aufwertung des Standortes mit sich. |           |
| Praefectus legionis quartae decimae geminae militum liburnariorum et cohortis quintae (der Legio XIIII), partis superior, Carnunto | Die Marinesoldaten der milites liburnarii, befehligt von einem 'Präfekten, sind eine Abteilung von einer der ältesten Legionen in Oberpannonien und wurden offenbar als Marinesoldaten auf Patrouillenschiffen eingesetzt. Nur ihre fünfte Kohorte befand sich in der Spätantike noch in deren einstigen Hauptquartier Bad Deutsch Altenburg, A, wo die Legion seit dem 2. Jahrhundert stationiert war. Eine andere Abteilung lag im Kastell Arrabona, siehe unten. Eine weitere Vexillation, die Quartodecimani (18.17), stand in der Armee des Magister militum per Thracias (Ostreich). Ob die Marineeinheit dieser Legion zu den übrigen Flotteneinheiten zählte, die ebenfalls unter diesem Dux anfgeführt sind, ist unklar. |           |
| Praefectus classis Histricae, (C)Arr(n)unto (= Carnuntum)                                                                          | Eine Flottille Patrouillenschiffe, die vermutlich aus der Classis Pannonica hervorgegangen ist und zuerst im Legionslager Bad Deutsch Altenburg, A, stationiert war. Sie wurde im 4. Jahrhundert nach Vindobona (Wien, A) verlegt. (Praefectus classis Histricae, Arrunto siue Vindomanae a Carnunto translata.) |           |
| Praefectus legionis decimae et quartae decimae geminae geminarum militum liburnariorum, Arrabonae                                  | Diese im Kastell Győr, HU, liegenden Verbände bestanden aus Liburnarii, die diesen beiden Legionen zugeteilt waren. Die Liburna war ein Schiffstyp, der im Laufe der Zeit zum Synonym für römische Kriegsschiffe wurde. Als Liburnarii bezeichnete man in der Spätantike auch die Besatzungsmitglieder bzw. Marinesoldaten solcher Flusskampfschiffe. Laut der Notitia verfügten vier Donau-Legionen über solche Liburnariieinheiten: die - Legio II Italica, die - Legio X Gemina, die - Legio XIIII Gemina und die - Legio I Noricorum. |           |

##### Kohorten und Föderaten
| Offiziere/Einheit/Kastelle    | Bemerkung | Abbildung |
| ----------------------------- | --- | --------- |
|                               | Limitanei - Cohortes |           |
| Tribunus cohortis, Arrianis   | In der ND nicht näher bezeichnete Kohorte im Kastell Klosterneuburg, A. |           |
|                               | Gentes |           |
| Tribunus gentis Marcomannorum | Der Offizier befehligte ein Aufgebot markomannischer Foederaten (Volk nach der Verfassung = „populus“; Volk nach Abstammung = „gens“). Der Stationierungsort des Tribunen wird in der Notitia nicht angegeben. Seine Residenz wird im Nahebereich des Legionslagers Vindobona bzw. auf dem Oberleiser Berg, nördlich der Donau im Barbaricum vermutet. Die Vita Sancta Ambrosii Mediolanensis Episcopi erwähnt einen Briefwechsel zwischen der Markomannenherrscherin Fritigil und Bischof Ambrosius von Mailand. Ambrosius gab ihr darin den Rat, das ihr Mann sich in den Dienst der Römer stellen sollte. Diese Episode bringt man in der Forschung gern mit diesem Markomannentribunen in Verbindung. Er ist ein Hinweis auf den Übertritt ganzer markomannischer Stammesverbände ins Römische Reich (receptio), die dann wohl in Ufernoricum, bei Wien, im Burgenland und Westungarn angesiedelt wurden. Ihre Kämpfer sollten als Foederaten wahrscheinlich den Grenzschutz zwischen Vindobona und Carnuntum verstärken. Vielleicht stammt auch die in der Severinsvita (vor 467) erwähnte Foederatengarnison in Comagena (Tulln) von diesen Kriegern ab. |           |